# Туманек
Туманек (пол. Tumanek) — село в Польщі, у гміні Вишкув Вишковського повіту Мазовецького воєводства.
Населення — 401 особа (2011).
У 1975-1998 роках село належало до Остроленцького воєводства.

## Демографія
Демографічна структура станом на 31 березня 2011 року:
|          | Загалом | Допрацездатний вік | Працездатний вік | Постпрацездатний вік |
| -------- | ------- | ------------------ | ---------------- | -------------------- |
| Чоловіки | 211     | 48                 | 148              | 15                   |
| Жінки    | 190     | 38                 | 115              | 37                   |
| Разом    | 401     | 86                 | 263              | 52                   |